# Anning (Kunming)

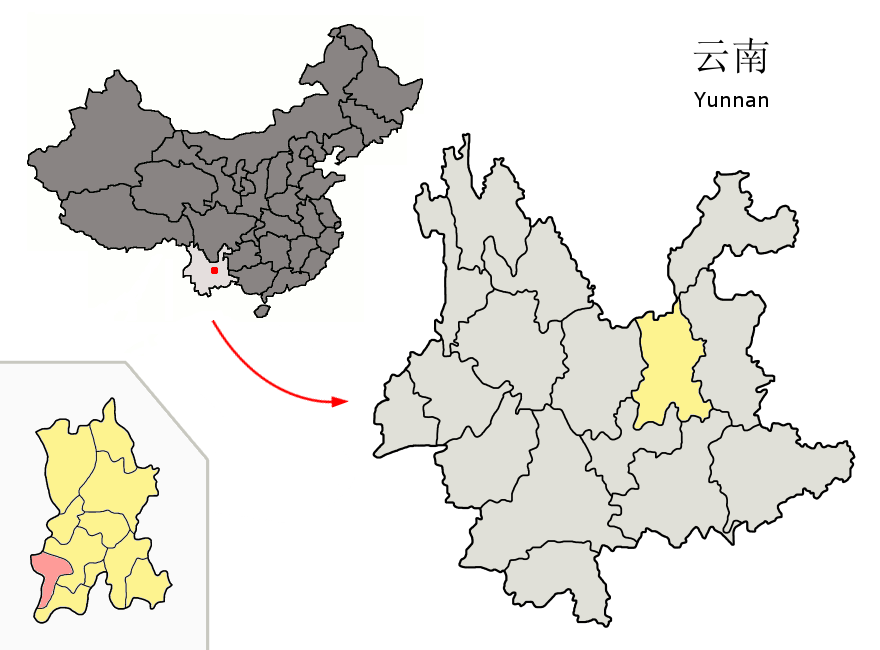
Lage von Anning in Kunming (gelb), Provinz Yunnan

Die Stadt Anning (安宁市; Pinyin: Ānníng Shì) ist eine kreisfreie Stadt der bezirksfreien Stadt Kunming, der Hauptstadt der chinesischen Provinz Yunnan. Er hat eine Fläche von 1.300 km² und zählt 483.753 Einwohner (Stand: Zensus 2020).
Anning ist unter anderem bekannt für seine heißen Quellen. Diese sind schon seit der Östlichen Han-Dynastie bekannt (1. bis 3. Jahrhundert). Seit dem frühen 15. Jahrhundert werden sie therapeutisch genutzt. Das Wasser der Quellen ist circa 45 Grad Celsius warm und enthält unter anderem Calcium, Magnesium und Natrium.